# Guatimapé
Guatimapé es una localidad del estado mexicano de Durango. Es parte del municipio de Nuevo Ideal.

## Demografía
| Gráfica de evolución demográfica |
|                                  |

| Censo | Población |
| ----- | --------- |
| 1970  | 124       |
| 1980  | 1 470     |
| 1990  | 1 255     |
| 2000  | 1 131     |
| 2010  | 1 083     |
| 2020  | 1 112     |